# مودراوا
مودراوا (به چکی: Modrava) یک منطقهٔ مسکونی در جمهوری چک است که در ناحیه کلاتووی واقع شده‌است. مودراوا ۸۱٫۶۳ کیلومتر مربع مساحت و ۷۰ نفر جمعیت دارد و ۹۸۵ متر بالاتر از سطح دریا واقع شده‌است.